# Rimo Muztagh
Rimo Muztagh to grupa górska w łańcuchu Karakorum. Leży w północno-zachodnich Indiach, blisko kwestionowanej granicy z Pakistanem. Grupa ta oddalona jest od większych miast, co powoduje, że nie jest tak często zwiedzana jak chociażby niedaleko położona grupa Baltoro Muztagh. Na północny wschód leży przełęcz Karakorum. Najwyższy szczyt to Mamostong Kangri. 
Najwyższe szczyty:
- Mamostong Kangri     7516
- Rimo I               7385
- Rimo II	           7233